# Ларраин, Пабло
Па́бло Ларраи́н (исп. Pablo Larraín) — чилийский кинорежиссёр и продюсер. Номинант на премию «Оскар» в категории «Лучший фильм на иностранном языке» за фильм «Нет»

## Биография
Пабло Ларраин родился в 1976 году. Его отец — политик Эрнан Ларраин, мать Магдалена Матте также занята в политике.
Первый полнометражный фильм вышел в 2006 году и заработал несколько наград на кинофестивалях. Его четвёртый фильм «Нет» с Гаэлем Гарсиа Берналь в главной роли вышел в 2011 году. Фильм был показан на Каннском кинофестивале, где получил приз арт-кино. Помимо этого, фильм был номинирован на Премию «Оскар» за лучший фильм на иностранном языке.
Ларраин был выбран в качестве члена жюри на 70-м Венецианском кинофестивале.
В 2016 году он снял биографический фильм «Джеки» о жизни Жаклин Кеннеди, главную роль в котором сыграла Натали Портман.
Ларраин был женат на актрисе Антонии Сехерс, которая сыграла во многих его фильмах.

## Фильмография

### Режиссёр
- Бегство (2006)
- Тони Манеро (2008)
- Вскрытие (2010)
- Нет (2011)
- Клуб (2015)
- Неруда (2016)
- Джеки (2016)
- Эма (2019)
- История Лизи (2020)
- Спенсер (2021)
- Граф (2023)
- Мария (2024)

### Продюсер
- 4:44 Последний день на Земле (2011)
- Год тигра (2011)
- Дикая киска (2012)
- Глория (2013)
- Противный ребёнок (2015)
- Фантастическая женщина (2017)
- Глория Белл (2019)

## Награды
- 2012 Приз арт-кино Каннского кинофестиваля
- 2015 Гран-при на Берлинском кинофестивале[7]
- 2015 Премия «Большой коралл» Гаванского кинофестиваля